# Paranyctoides
Il paranittoide (gen. Paranyctoides) è un mammifero insettivoro estinto, di incerta collocazione sistematica. Visse nel Cretaceo superiore (Turoniano - Campaniano, circa 92 - 75 milioni di anni fa) e i suoi resti fossili sono stati ritrovati in Nordamerica e in Asia.

## Descrizione
Questo animale doveva essere simile a un toporagno odierno, e il peso doveva essere di circa 10 - 15 grammi. La taglia era quindi leggermente superiore rispetto a quella di altri animali simili suoi contemporanei, come Batodon. La dentatura di Paranyctoides era caratterizzata dalla presenza di cinque premolari inferiori, l'ultimo dei quali submolariforme. I molari inferiori erano a corona più bassa rispetto a quella della maggior parte degli euteri del Cretaceo, e possedevano trigonidi aperti, un paraconide basso e bacini del talonide ampi e grandi. I molari superiori erano meno obliqui rispetto a quelli di altri euteri cretacei, ma erano primitivi nel conservare una piattaforma stilare moderata con cuspidi stilari. Tra le caratteristiche derivate vi sono la presenza di piccoli conuli, pre- e post-cingula, e in alcuni esemplari vi è un minuscolo ipocono.

## Classificazione
Il genere Paranyctoides è stato descritto per la prima volta da Fox nel 1979, sulla base di fossili ritrovati in terreni del Campaniano in Canada. La specie tipo, P. sternbergi, è stata ritrovata per la prima volta nella Dinosaur Park Formation in Alberta, e successivamente è stata ritrovata anche molto più a sud, in Nuovo Messico. Altre specie note sono P. maleficus, sempre del Nordamerica, e P. quadrans, dell'Asia centrale. Secondo uno studio (Averianov e Archibald, 2013) la specie P. maleficus sarebbe ascrivibile a P. sternbergi; quest'ultima differirebbe dall'asiatica P. quadrans nel possedere una cresta linguale acuta sul quinto premolare inferiore e nell'avere il terzo molare inferiore più lungo del secondo.
Alcune caratteristiche di Paranyctoides richiamano sia gli "insettivori" nittiteridi che gli ungulatomorfi più primitivi (Zhelestidae), e suggeriscono un possibile legame tra i due gruppi che potrebbero essersi separati nel corso del Cretaceo (Fox, 1984; Archibald e Averianov, 2001). Paranyctoides è stato variamente classificato come un nittiteride (Fox, 1984), un soricomorfo basale (McKenna e Bell, 1997) o un possibile parente degli zhelestidi (Archibald e Averianov, 2001). Analisi più recenti sembrerebbero confermare questa ipotesi (Averianov e Archibald, 2013a, b).